# Liste der Friedhöfe in Zürich
Diese Liste der Friedhöfe in Zürich beschreibt die bestehenden Friedhöfe in der Stadt Zürich.

## Städtische Friedhöfe
Die Stadt Zürich besitzt 19 der 26 Friedhöfe, die auf dem Stadtgebiet liegen. Für den Neubau, die baulichen Veränderungen, den Unterhalt der Infrastrukturen sowie für das Bereitstellen der Grabfelder auf den 19 städtischen Friedhöfe ist der Geschäftsbereich Planung und Bau von Grün Stadt Zürich zuständig. Die Pflege der städtischen Friedhöfe übernimmt der Geschäftsbereich Unterhalt. Die städtischen Friedhöfe haben die Grösse von 129 Hektar, was 8,5 % der gesamten Grünflächen der Stadt Zürich ausmacht. Auf den städtischen Friedhöfen gibt es (Stand 2015) rund 60'000 Gräber und Urnennischen. Jährlich werden ca. 3000 Bestattungen durchgeführt, wovon etwa 1100 in den 16 Gemeinschaftsgräbern erfolgen. Der grösste Friedhof ist der Friedhof Sihlfeld mit 28,5 Hektar, der kleinste ist der Kirchhof bei der alten Kirche Witikon mit 1080 Quadratmetern. Auf dem Friedhof Sihlfeld betreibt die Stadt Zürich das Friedhof Forum, das sich mit dem Thema Sterben, Tod und Trauern auseinandersetzt. Aufgrund des Wandels in der Bestattungskultur hat die Stadt Zürich zudem ein Friedhofskonzept erarbeitet, das den Veränderungen Rechnung tragen soll und die Zukunft der Friedhöfe auf dem Stadtgebiet thematisiert.
| Bild             | Name                    | Stadtquartier/Lage             | Grösse     | Einweihung | Anmerkung |
| ---------------- | ----------------------- | ------------------------------ | ---------- | ---------- | --- |
|                  | Friedhof Affoltern      | Affoltern 680798 / 253069      | 23'373 m²  | 1683       | Entstanden aus dem historischen Kirchhof der Kirche Unterdorf.                                                                   |
|                  | Friedhof Albisrieden    | Albisrieden 678714 / 248146    | 10'052 m²  | 1902       | Die Bevölkerung bewirkte bei der Stadt, dass seine beschlossene Aufhebung 2004 wieder rückgängig gemacht wurde.                  |
|                  | Friedhof Altstetten     | Altstetten 678332 / 248527     | 15'884 m²  | 1908       | Als Besonderheit besitzt der Friedhof das Gemeinschaftsgrab In den Rosen.                                                        |
|                  | Friedhof Eichbühl       | Altstetten 678067 / 248755     | 141'401 m² | 1968       | Besitzt Reservefläche für einen Katastrophenfall. Gilt als eines der bedeutendsten Werke Schweizerischer Landschaftsarchitektur. |
|                  | Friedhof Enzenbühl      | Riesbach 686293 / 244931       | 98'334 m²  | 1902       | Bestattungsort von Margrit Rainer, César Keiser u. a.                                                                            |
|                  | Friedhof Fluntern       | Fluntern 685526 / 248642       | 33'250 m²  | 1887       | Bestattungsort von James Joyce, Elias Canetti u. a.                                                                              |
|                  | Friedhof Höngg          | Höngg 679899 / 250593          | 8'970 m²   | vor 1500   | Einer von drei historischen Zürcher Kirchhöfen, die noch als Grablege genutzt werden.                                            |
|                  | Friedhof Hönggerberg    | Höngg 679489 / 251534          | 57'290 m²  | 1948       | Bestattungsort von Erich Kleiber, Sasha Morgenthaler u. a.                                                                       |
|                  | Friedhof Leimbach       | Leimbach 681103 / 242901       | 17'407 m²  | 1972       | Der jüngste Friedhof der Stadt Zürich.                                                                                           |
|                  | Friedhof Manegg         | Wollishofen 681985 / 244654    | 111'375 m² | 1897       | Grablege von Alfred Escher, Othmar Schoeck, Aglaja Veteranyi u. a.                                                               |
|                  | Friedhof Nordheim       | Unterstrass 682520 / 251005    | 125'992 m² | 1899       | Besitzt das einzige Krematorium der Stadt, das noch in Betrieb ist. Grablege von Gilberte de Courgenay u. a.                     |
|                  | Friedhof Oerlikon       | Oerlikon 684128 / 251194       | 7'230 m²   | 1876       | Als charakteristischer Friedhof des 19. Jahrhunderts unter Schutz gestellt.                                                      |
|                  | Friedhof Rehalp         | Riesbach 686220 / 245207       | 31'159 m²  | 1874       | Grablege von Alfred Werner, Hermann Greulich, Heinrich Federer u. a.                                                             |
|                  | Friedhof Schwamendingen | Schwamendingen 685779 / 250759 | 65'518 m²  | 1930       | 0 |
|                  | Friedhof Schwandenholz  | Seebach 682850 / 252891        | 100'094 m² | 1903       | Besitzt Reservefläche für einen Katastrophenfall.                                                                                |
|                  | Friedhof Sihlfeld       | Wiedikon 680873 / 247684       | 285'000 m² | 1877       | Einst als Centralfriedhof für die ganze Stadt errichtet. Grablege von Henry Dunant, Gottfried Keller, Johanna Spyri u. a.        |
|                  | Friedhof Üetliberg      | Friesenberg 680290 / 245665    | 95'639 m²  | 1971       | Einzigartiger Panoramablick auf die Stadt Zürich.                                                                                |
|                  | Kirchhof Witikon        | Witikon 687319 / 245835        | 1'349 m²   | vor 1000   | Älteste Grablege der Stadt, die noch genutzt wird.                                                                               |
| Friedhof Witikon | Friedhof Witikon        | Witikon 688002 / 246454        | 63'480 m²  | 1957       | Besitzt muslimisches Gräberfeld.                                                                                                 |

## Private Friedhöfe
Auf Stadtzürcher Gebiet gibt es sieben private Friedhöfe, wovon sechs jüdisch sind. Die Privatfriedhöfe besitzen eine Trägerschaft nach Vereinsrecht, richten sich aber in Sachen Infrastruktur und Bestattungswesen nach den Vorschriften der Stadt und des Kantons.
| Bild                         | Name                          | Stadtquartier/Lage          | Grösse    | Einweihung | Anmerkung |
| ---------------------------- | ----------------------------- | --------------------------- | --------- | ---------- | --- |
| 0                            | Friedhof Agudas Achim         | Albisrieden 679074 / 247162 | 6'500 m²  | 1913       | Grablege der orthodox-jüdischen Gemeinde Agudas Achim.                                                                            |
| Friedhof Binz                | Friedhof Binz                 | Witikon 689306 / 246179     | 7'090 m²  | 1936       | Wird von der Israelitischen Religionsgesellschaft Zürich betrieben.                                                               |
|                              | Privatfriedhof Hohe Promenade | Hochschulen 683927 / 246867 | 3179 m²   | 1848       | Entstanden aus Protest, weil Mitte des 19. Jahrhunderts auf städtischen Friedhöfen keine Familiengräber errichtet werden durften. |
| Friedhof Unterer Friesenberg | Friedhof Unterer Friesenberg  | Friesenberg 680657 / 246473 | 17'354 m² | 1866       | Älterer Friedhof der Israelitischen Cultusgemeinde Zürich.                                                                        |
| 0                            | Friedhof Oberer Friesenberg   | Friesenberg 680118 / 245972 | 34'618 m² | 1952       | Nachfolger des Friedhofs Unterer Friesenberg.                                                                                     |
| 0                            | Friedhof Or Chadasch          | Albisrieden 679053 / 247131 | 1'800 m²  | 1982       | Grablege der progressiv-jüdischen Gemeinschaft Or Chadasch.                                                                       |
|                              | Friedhof Steinkluppe          | Unterstrass 683095 / 250646 | 1'746 m²  | um 1900    | Belegung 1936 eingestellt, wurde vom Friedhof Binz abgelöst.                                                                      |